# Grian Chatten
Grian Chatten (Barrow-in-Furness, 19 de julio de 1995) es un músico, cantante y compositor irlandés. Es más conocido como el cantante principal y letrista de la banda de post-punk Fontaines DC.
Grian Chatten nació en Barrow-in-Furness, Inglaterra, el 19 de julio de 1995, de madre inglesa y padre irlandés. La familia se mudó a Irlanda cuando Chatten tenía un mes y vivió un "estilo de vida nómada" antes de establecerse en Skerries, condado de Dublín, cuando tenía doce años. Chatten finalmente se mudó a Dublín y asistió al Instituto Británico e Irlandés de Música Moderna, donde conoció a los guitarristas Conor Curley y Carlos O'Connell, el bajista Conor Deegan y el baterista Tom Coll. Los cinco jóvenes compartían la pasión no sólo por la música sino también por la poesía y publicaron tres folletos juntos. Al graduarse, formaron la banda Fontaines D.C. en 2017. 
En 2019, Fontaines D.C. lanzó su álbum debut Dogrel en Partisan Records. El álbum recibió elogios universales, impulsando a la banda a una audiencia internacional. Chatten hizo comparaciones con los líderes del post-punk Ian Curtis y Mark E. Smith tanto por su intensa entrega como por su profunda letra.  La banda siguió rápidamente con A Hero's Death de 2020, que nuevamente obtuvo elogios generalizados de la crítica y los críticos elogiaron las "letras impregnadas de poesía" de Chatten.  Skinty Fia, tercer álbum en cuatro años, fue el primero de la banda en no recibir una nominación al Premio Mercury, aunque nuevamente fue bien recibido por la crítica.  
Chatten lanzó su carrera en solitario con el lanzamiento de su sencillo "The Score" el 25 de abril de 2023.  El 4 de mayo de 2023 lanzó su segundo sencillo "Fairlies".  El 30 de junio de 2023, Chatten lanzó su álbum en solitario Chaos for the Fly en Partisan Records. El Irish Times lo calificó como "una bola curva que vale la pena atrapar" y le otorgó cuatro estrellas sobre cinco.  El Standard lo declaró "corto pero dulce, sombrío pero hermoso" y le otorgó cuatro estrellas.  Chatten aparece en la canción "Stranger" del álbum de 2024, Viva Hinds de la banda Hinds .

## Vida personal
Chatten vive en Kentish Town, Londres con su prometida, con quien se comprometió en 2019. 

## Discografía
Fontaines D.C.
- Dogrel (Partisan Records, 2019)
- A Hero's Death (Partisan Records, 2020)
- Skinty Fia (Partisan Records, 2022)
- Romance (XL Recordings, 2024)

### Solo

#### Álbumes
| Título             | Detalles |
| ------------------ | --- |
| Caos para la mosca | - Publicado: 30 de junio de 2023 - Sello: Registros partidistas - Formato: Descarga digital, Streaming, CD, LP |

#### Individual
| Título                                   | Año  | Álbum              |
| ---------------------------------------- | ---- | ------------------ |
| "El marcador"                            | 2023 | Caos para la mosca |
| "Hadas"                                  | 2023 | Caos para la mosca |
| "La última vez, cada vez y para siempre" | 2023 | Caos para la mosca |
| "Toda la gente"                          | 2023 | Caos para la mosca |

### Otras apariciones
| Año  | Canción                 | Artista | Álbum      | Notas      |
| ---- | ----------------------- | ------- | ---------- | ---------- |
| 2023 | "Mejor manera de vivir" | Rótula  | Arte fino  |            |
| 2024 | " Ángel de mis sueños " | JADE    | —          | solo video |
| 2024 | "Extraño"               | Hindúes | Viva Hinds |            |